# Горбово (посёлок, Рузский городской округ)
Го́рбово — посёлок в Рузском районе Московской области, входящий в состав сельского поселения Старорузское.
До 2006 года посёлок входил в состав Старорузского сельского округа.

## География
Посёлок расположен в центральной части района, в 5 км к юго-востоку от Рузы, на правом берегу реки Руза, высота центра над уровнем моря 166 м. Ближайшие населённые пункты — примыкающая с запада деревня Горбово, а также деревня Тимохино на противоположном берегу реки.
В посёлке числятся 7 улиц

## Население
| 2002 | 2006 | 2010 |
| ---- | ---- | ---- |
| 457  | ↘411 | ↗453 |

## Инфраструктура
В посёлке находится ликёроводочный завод компании Алкогольная Сибирская Группа
В советское время в посёлке работала Горбовская картонная фабрика им. 10 годовщины Октябрьской революции
С 1953 по 2002 год в поселке действовала малая электростанция мощностью 0.5 МВт. Электростанция была закрыта вместе с целлюлозной фабрикой.

## Достопримечательности
- Церковь Казанской иконы Божией Матери в соседней деревне Горбово.